# SU-12
SU-12 – radzieckie działo samobieżne wsparcia piechoty zbudowane na podwoziu samochodu ciężarowego GAZ-AAA.
W 1932 roku w zakładach Krasnyj Putiłowiec zbudowano samobieżne działo SUM wykorzystujące podwozie importowanego samochodu Moreland 6x4. Na platformie ciężarówki umieszczono zmodyfikowaną 76 mm armatę pułkową wz. 27 o odrzucie skróconym z 1000 do 500 mm. Działo miało kąt ostrzału w poziomie równy ok. 270°, w pionie od -50° do +25°. Obsługa działa była osłonięta tarczą pancerną, dowódca działa i kierowca zajmowali miejsce w nieopancerzonej kabinie samochodu. SUM zostało przyjęte do uzbrojenia Armii Czerwonej, ale wyprodukowano niewielką liczbę tych pojazdów ponieważ importowane podwozie było zbyt drogie. Podobny los spotkał podobne działo zbudowane na także importowanym podwoziu Ford-Timken 6x4.
W 1935 roku zakłady GAZ rozpoczęły produkcję ciężarówek GAZ-AAA zdecydowano o budowie wersji działa samobieżnego wykorzystującego te podwozie. Po odpowiednim wzmocnieniu podwozia w jego tylnej części zamocowano opancerzoną nadbudówkę z działem piechoty 76,2 mm. Otrzymało ono oznaczenie SU-12 (stosowano także nazwę SU-1-12). Wyprodukowano niewielka liczbę tych dział. Uznano, że najodpowiedniejszym podwoziem dla działa samobieżnego będzie podwozie gąsienicowe, a zastosowane działo nie umożliwia skutecznego zwalczania czołgów.
Wyprodukowane SU-12 trafiły do oddziałów zmechanizowanych i pancernych. Pomimo słabych możliwości poruszania się w terenie, słabego opancerzenia i niewielkiej skuteczności uzbrojenia były one używane bojowo w walkach z Japończykami nad jeziorem Chasan i rzeką Chałchin-Goł, agresji na Polskę i agresji na Finlandię.